# Гістон (футбольний клуб)
ФК «Гістон» (англ. Histon Football Club) — англійський футбольний клуб із села Гістон енд Імпінгтон, заснований у 1904 році. Виступає у Південній футбольній лізі. Домашні матчі приймає на стадіоні «Брідж Роуд», потужністю 3 800 глядачів.